# Минданао (река)
Минданао (в горното и средното течение – Пуланги) (на тагалог: Ilog Mindanaw; на английски: Mindanao River) е река във Филипините, най-голямата на остров Минданао, вливаща се в море Сулавеси. Дължината ѝ е 373 km, а площта на водосборния ѝ басейн – 23 169 km². Река Минданао води началото си под името Пуланги на 1159 m н.в. от планините в северната част на остров Минданао. В горното и средното течение протича в дълбока и тясна долина, обрасла със субекваториални гори. В района на град Марамат изтича от водохранилището „Пуланги“ и навлиза в обширната и заблатена Западна низина на остров Минданао. След устието на левия си приток Булуан, вече под името Минданао, завива на запад. В района на град Дату Аламанза се разделя на два ръкава – Котабату (северен) и Тамантака (южен), чрез които се влива в залива Илияна на море Сулавеси. Основни притоци: леви – Каламан, Кабакан; десни – Манупали, Мулета, Маридага, Булуан, Ала. Подхранването ѝ е основно дъждовно и е пълноводна целогодишно. Средният ѝ годишен отток е 1400 m³/s, максималният – 3000 m³/s. Плавателна е за плитко газещи речни съдове в долното си течение, а за морски кораби – до град Котабато.